# Tonkori
Il tonkori (in katakana: トンコリ) è uno strumento musicale a corde tipico del popolo degli ainu (popolo dell'isola di Hokkaidō, nel nord del Giappone), che veniva usato solitamente nelle danze rituali. È caduto in disuso a partire dagli anni settanta del XX secolo, ma in seguito si è assistito ad un'opera di riscoperta.

## Tonkori
Il termine tonkori è una parola onomatopeica derivata dal suono dello strumento.

## Caratteristiche
Il tonkori è ricavato da un singolo pezzo di legno e possiede cinque corde.
Misura approssimativamente 120x10,5x3 cm.
Le cinque corde corrispondono alle note musicali Fa,Do, Sol, Re e La.

## Esecuzione
Il tonkori viene suonato angolato sul petto, le corde verso l'esterno, mentre entrambe le mani pizzicano le corde aperte dai lati opposti. 
Lo strumento era usato per accompagnare canzoni, danze oppure suonato da solo. Era tradizionalmente suonato indifferentemente da uomini e donne.

## Rinascita dello strumento
Il più importante interprete tonkori moderno è Oki Kano, che spesso utilizza lo strumento in spettacoli e registrazioni contemporanei e interculturali.
Il ricercatore Nobuhiko Chiba è stato preminente tra coloro che ricercano e analizzano lo strumento e la sua musica.